# 山根信成
山根信成（日语：／ Yamane Nobunari */?，1851年1月16日—1895年10月2日），日本陸軍軍人，最終階級為陸軍少將。

## 經歷
山根信成在嘉永三年（1851年）出生於長州藩萩（今山口縣萩市），明治維新後擔任陸軍。1881年（明治14年）2月擔任步兵第12連隊長，1884年（明治17年）10月晉升步兵大佐。
1886年（明治19年）5月擔任大阪鎮台參謀，1888年（明治21年）5月調任第4師團參謀長。1890年（明治23年）9月晉升為陸軍少將，任步兵第7旅團長。1894年（明治27年）11月擔任近衛步兵第2旅團長，1895年（明治28年）被派赴台灣參加乙未戰爭，同年10月在台感染瘧疾病故（一說是陣亡）。
1895年（明治28年）10月1日依其功績，其子山根一貫（陸軍少將、侍從武官）獲授男爵爵位，列為華族。

## 親族
- 女婿 白井二郎（陸軍中將）